# Diego Lamas
Pour les articles homonymes, voir Lamas.

Diego Lamas est une localité uruguayenne du département de Artigas. Le nom est en hommage au militaire uruguayen Diego Eugenio Lamas (es).

## Situation
Située au sud du département de Artigas, entre les arroyos Cuaró Grande et Arapey Chico, Diego Lamas se déploie au kilomètre 730 de la ligne de chemin de fer qui relie la ville de Baltasar Brum à celle de Artigas.

## Population
| 2004 | 2011 |
| ---- | ---- |
| -    | 128  |

## Source
- (es) Cet article est partiellement ou en totalité issu de l’article de Wikipédia en espagnol intitulé « Diego Lamas » (voir la liste des auteurs).